# Bergendahl & Höckert

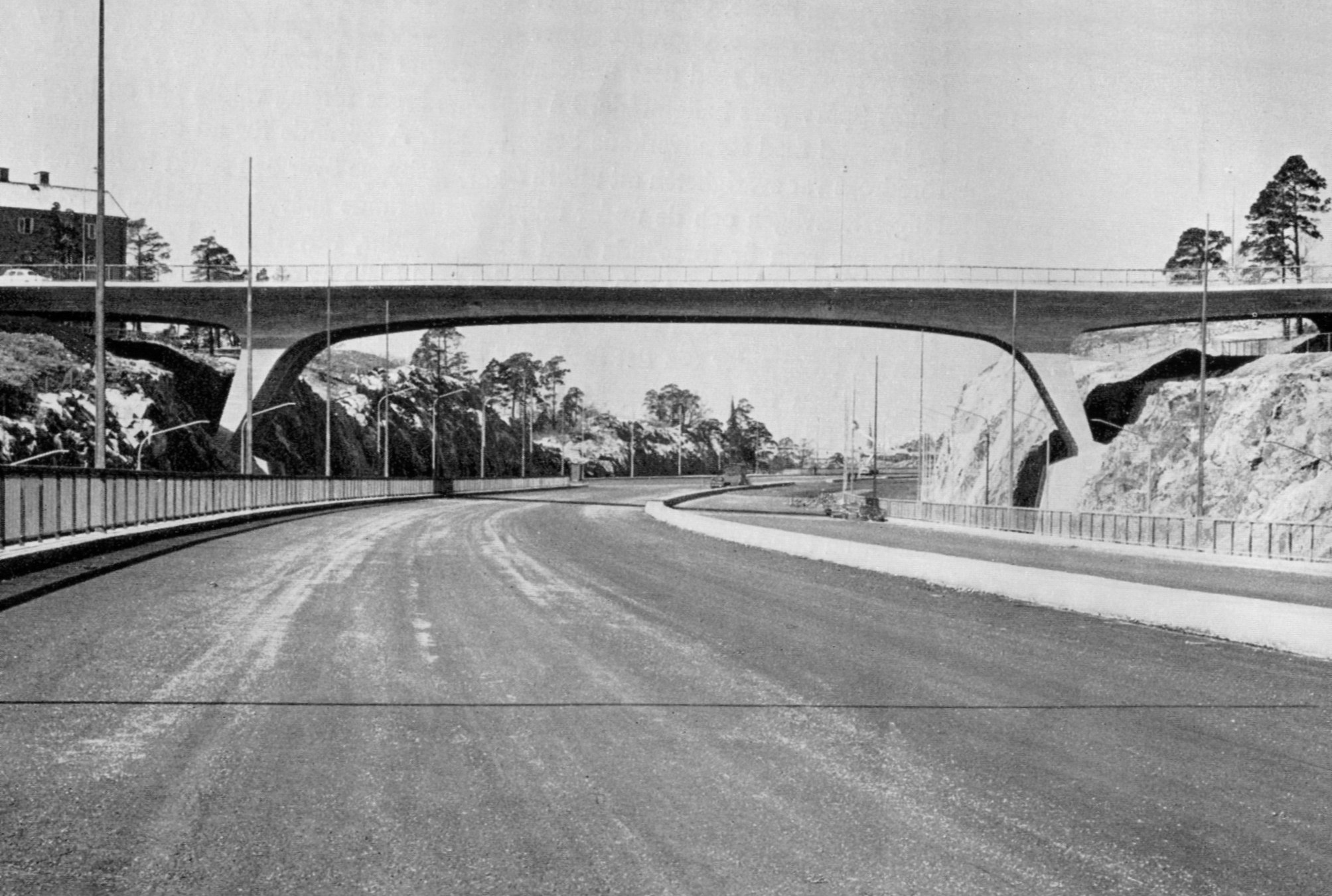
Nybohovsviadukten 1966.

AB Bergendahl & Höckert var ett svenskt entreprenadföretag inom byggbranschen som grundades av Gunnar Bergendahl och Gunnar Höckert. 

## Historik

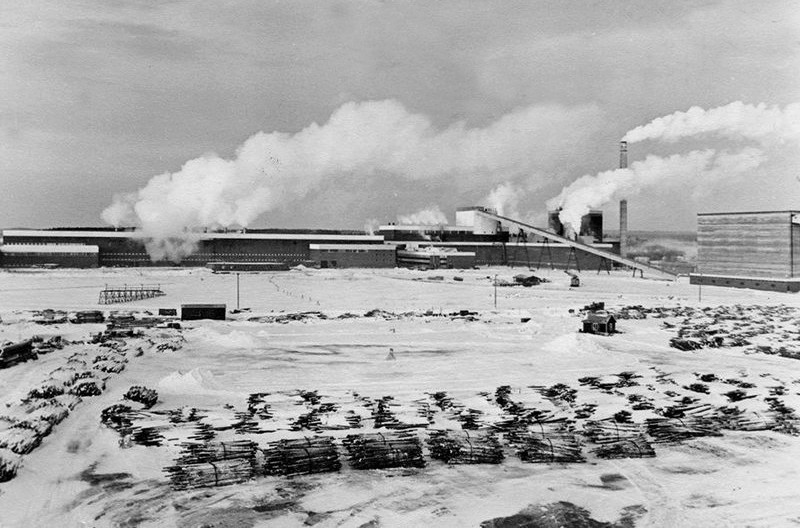
Assi pappersbruk Piteå 1962.

Föregångaren till Bergendahl & Höckert var AB Gatu och Vägbeläggningsämnen (nuvarande vägmarkeringsföretaget Geveko) som 1924 bildades av Gunnar Bergendahl och civilingenjören Gunnar Höckert. De hade tillsammans med tre andra kompanjoner förvärvat patenträttigheterna till en tysk asfaltmassan som kallades ”Essenasfalt”. Deras företag kom under 1930-talet att bli ett av Sveriges främsta för vägbeläggningar med kall asfalt. 
Under 1950-talet började AB Geveko investera kapital i aktier i börsnoterade företag och kärnverksamheten (vägbeläggningar) utvidgades med bygg- och anläggningarbeten som sköttes av dotterbolagen AB Bergendahl & Höckert samt Gatu & Väg AB. 1964 hade Geveko inklusive dotterbolagen omkring 2 200 anställda. 1966 såldes Bergendahl & Höckert med 1 500 anställda till JM-koncernen och 1997 såldes Gatu & Väg till Skanska.
Bland Bergendahl & Höckerts entreprenader märks Hägerstensviadukten och Nybohovsviadukten som uppfördes tillsammans med Samuelsson & Bonnier (1962-1965) i ramen för Essingeleden samt Assis stora pappersbruk i Piteå tillsammans med AB Constructor (1961).